# Iagorlîc (rezervație științifică)
Iagorlîc este o rezervație științifică din partea central-estică a Republicii Moldova, situată la gura râului Iagorlîc, pe malul stâng al Nistrului (Transnistria).

## Descriere

### Istoric
Rezervația a fost înființată în anul 1988. În prezent, suprafața rezervației este de 8,77 km2.

### Floră, faună
Rezervația include sisteme ecologice acvatice și terestre, în care au fost create condiții pentru reproducerea animalelor și plantelor. Este situată la gura râului Iagorlîc, pe malul stâng al Nistrului. Rezervația a fost organizată în scopul păstrării și studierii condițiilor ecologice caracteristice bazinelor de apă din apropierea Nistrului. Cea mai mare valoare a rezervației naturale "Iagorlîc" constă în faptul că aici sunt foarte multe specii rare și pe cale de dispariție de plante, care intră în fitocenozele unicale, situate pe pantele calcarizate de stepă ale râurilor Iagorlîc, Iagorlîcul uscat și a unor pârâuri mari.
Bazinele de apă ale rezervației naturale de asemenea sunt preferate de diverși reprezentanți ai faunei. Cea mai mare însemnătate ele o au pentru diverse specii de pești, care le folosesc pentru depunerea icrelor. Ihtiofauna enumeră 23 de specii de pești. Se intâlnesc 29 de specii de mamifere, 121 de specii de păsări din 14 ordine. Specii rare sunt: popândăul european (Spermophilus citelus), hermelina, șarpele de alun, șarpele cu abdomen galben, broasca țestoasă de apă. Printre păsările întâlnite în arealul rezervație se află uliganul pescar (Pandion haliaetus) și eretele vânat (Circus cyaneus), ultima semnalată doar în timpul migrației, specii incluse în Cartea Roșie a Moldovei. Ornitofauna rezervației constituie 167 de specii de păsări, dintre care 91 dintre ele își fac cuiburi. 15 specii de păsări, înregistrate în rezervația naturală, sunt incluse în Cartea Roșie a Moldovei (2001), 12 specii în Cartea Roșie a Ucrainei (1994).

## Galerie de imagini

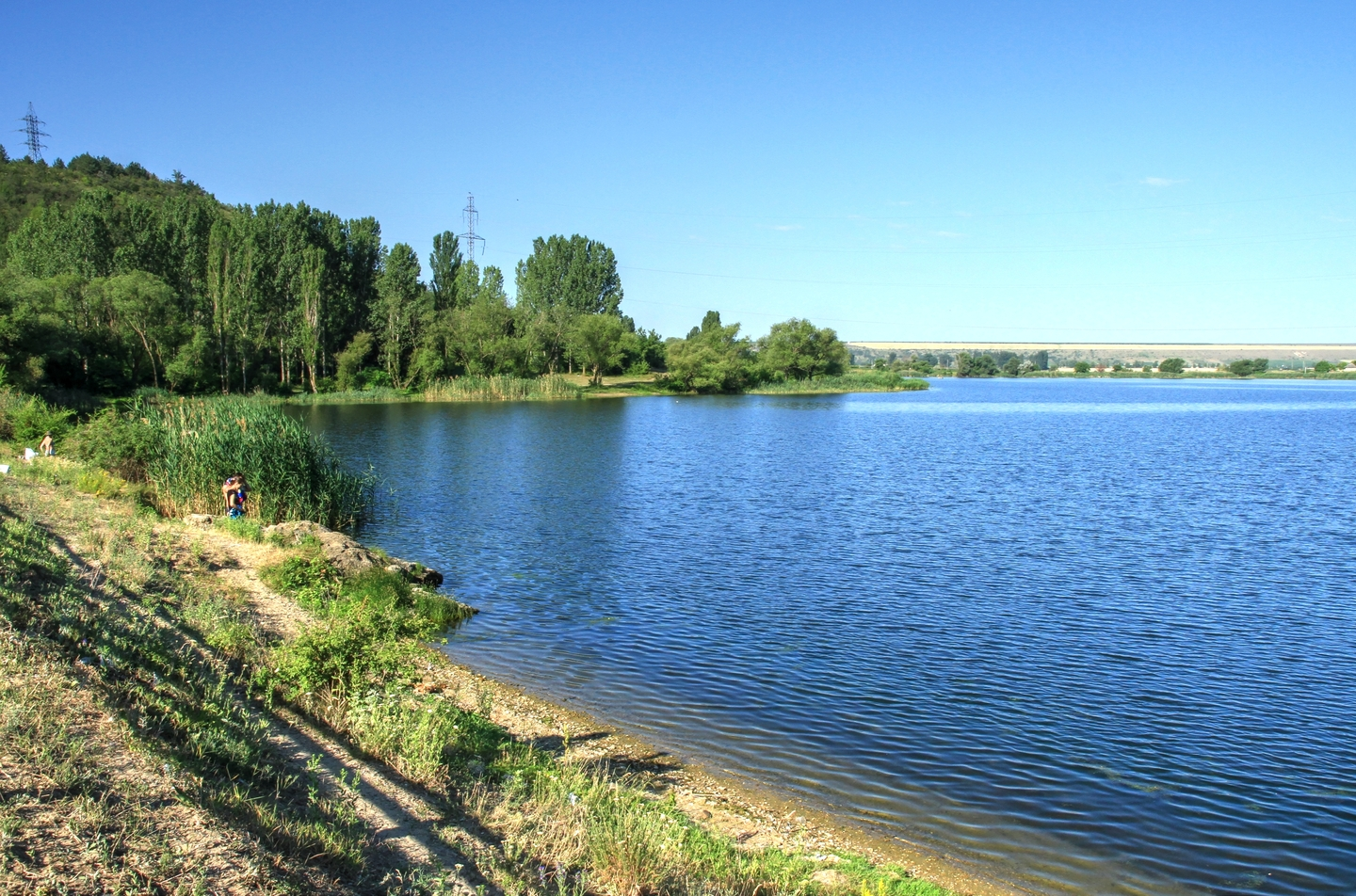
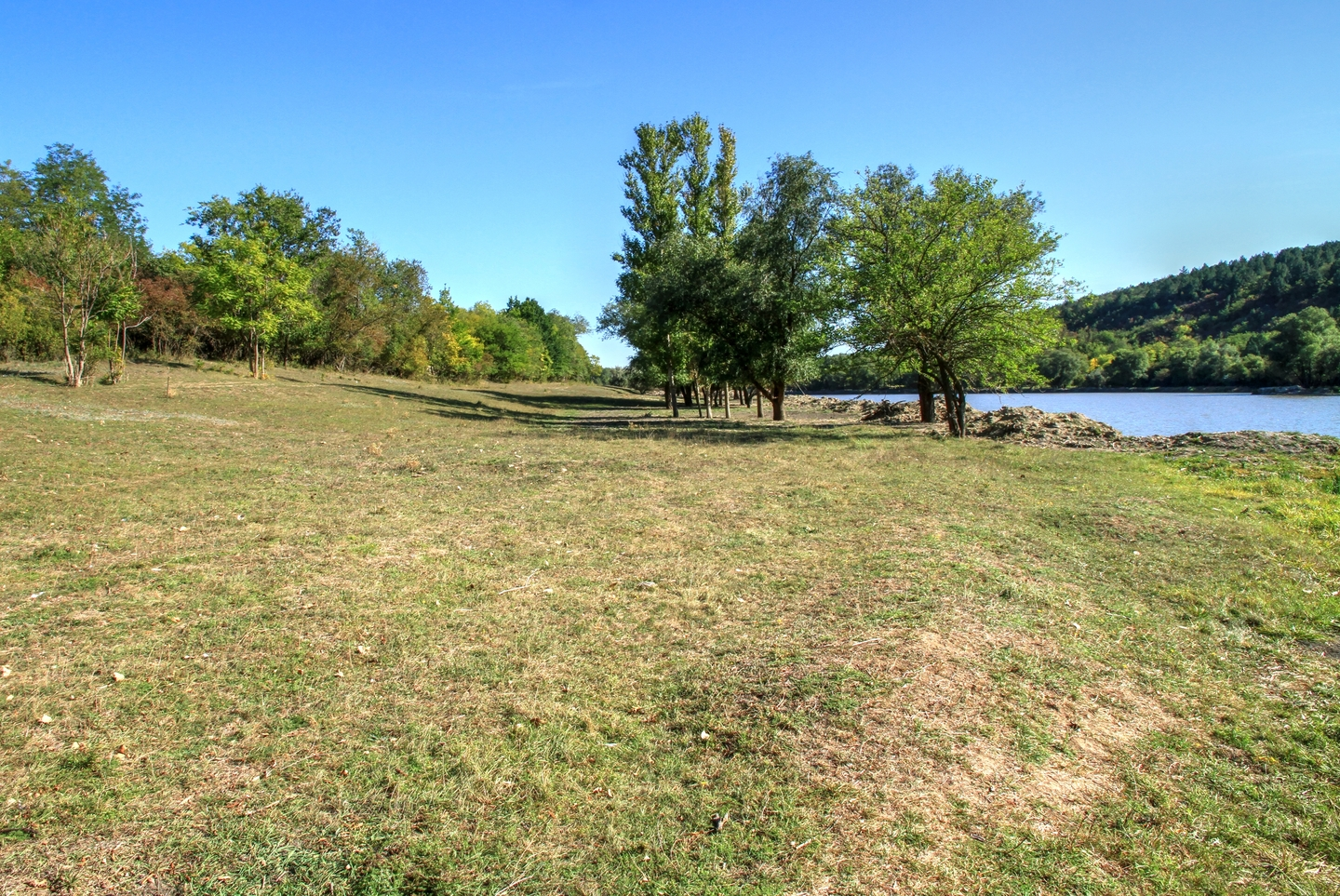
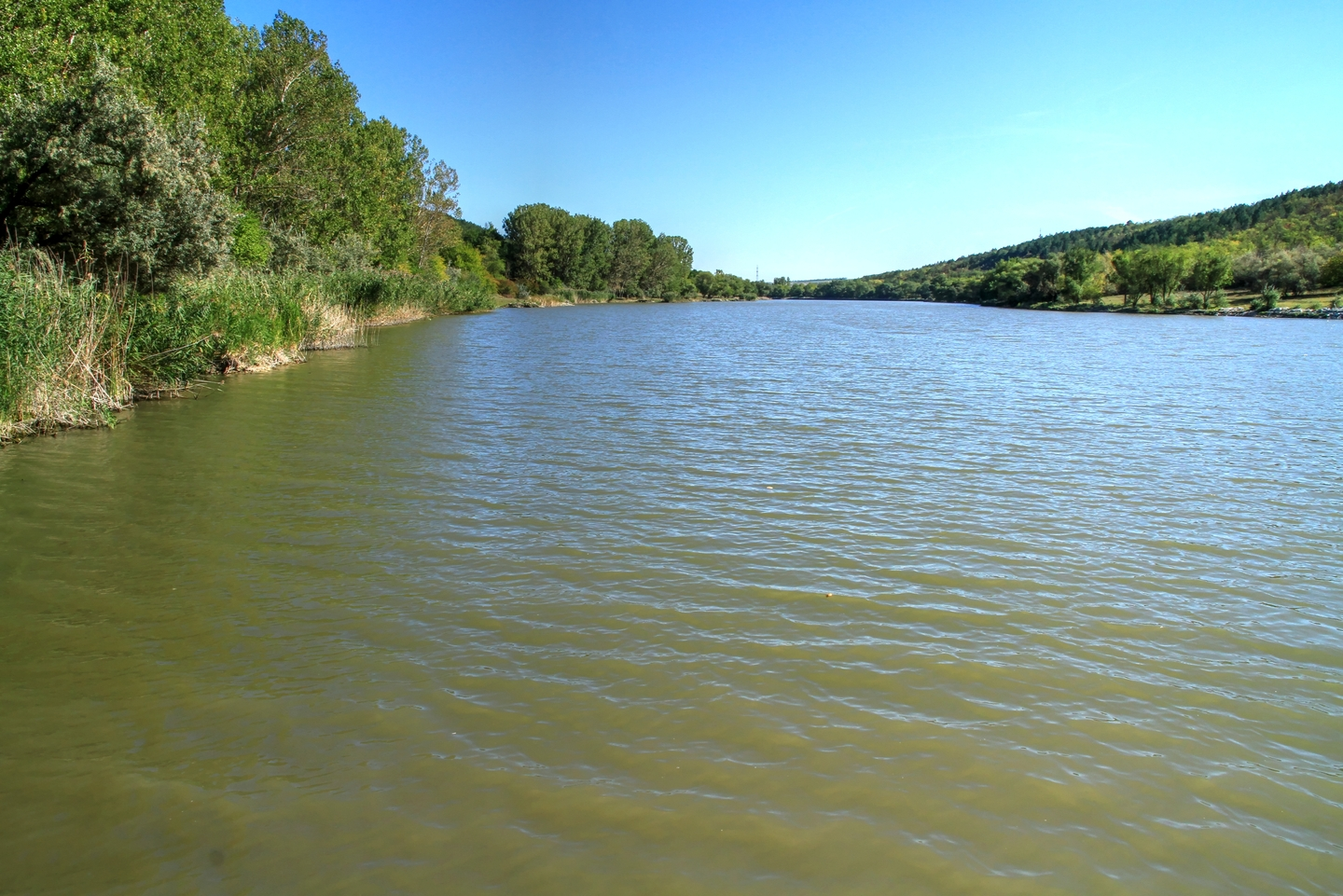
Nistrul
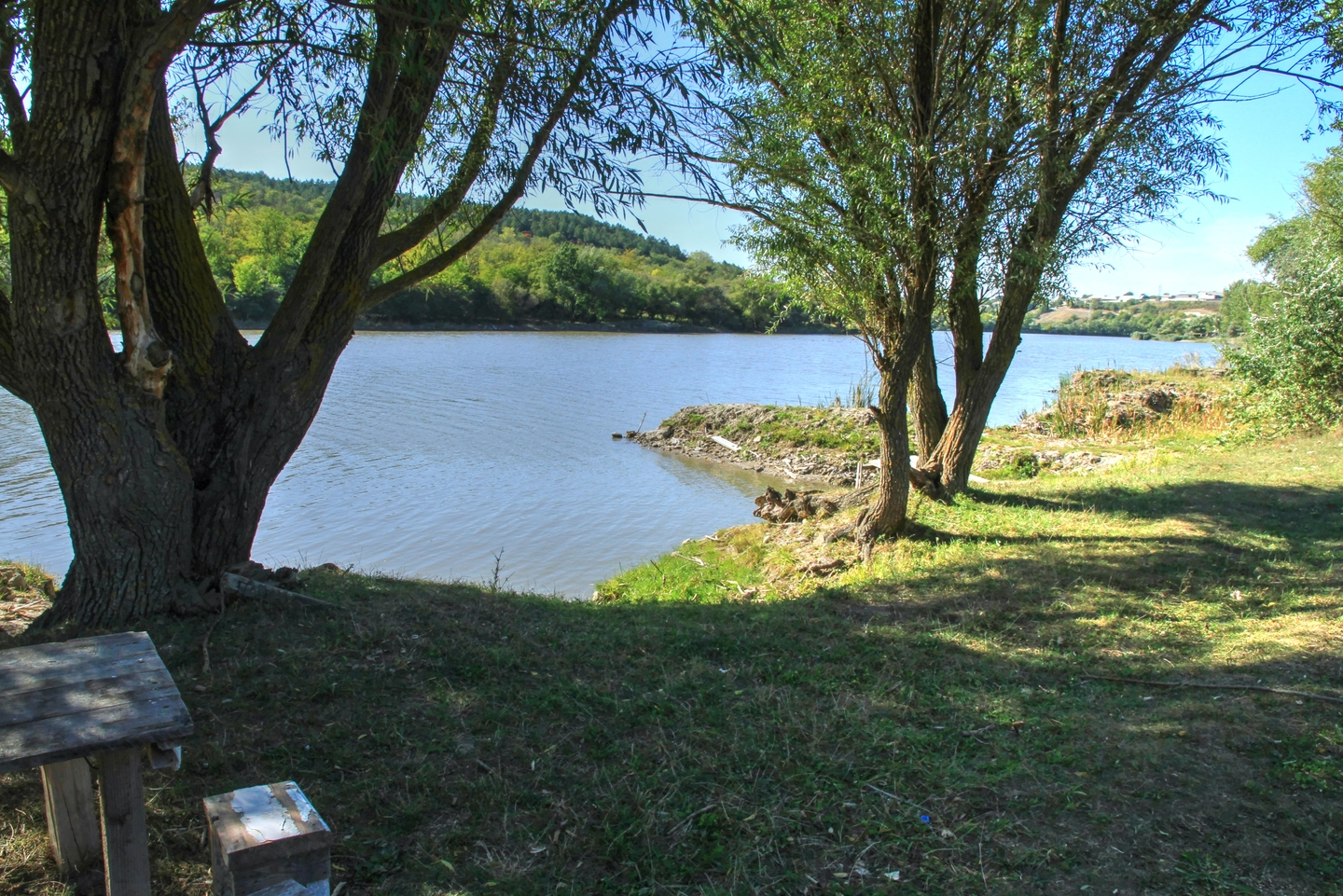
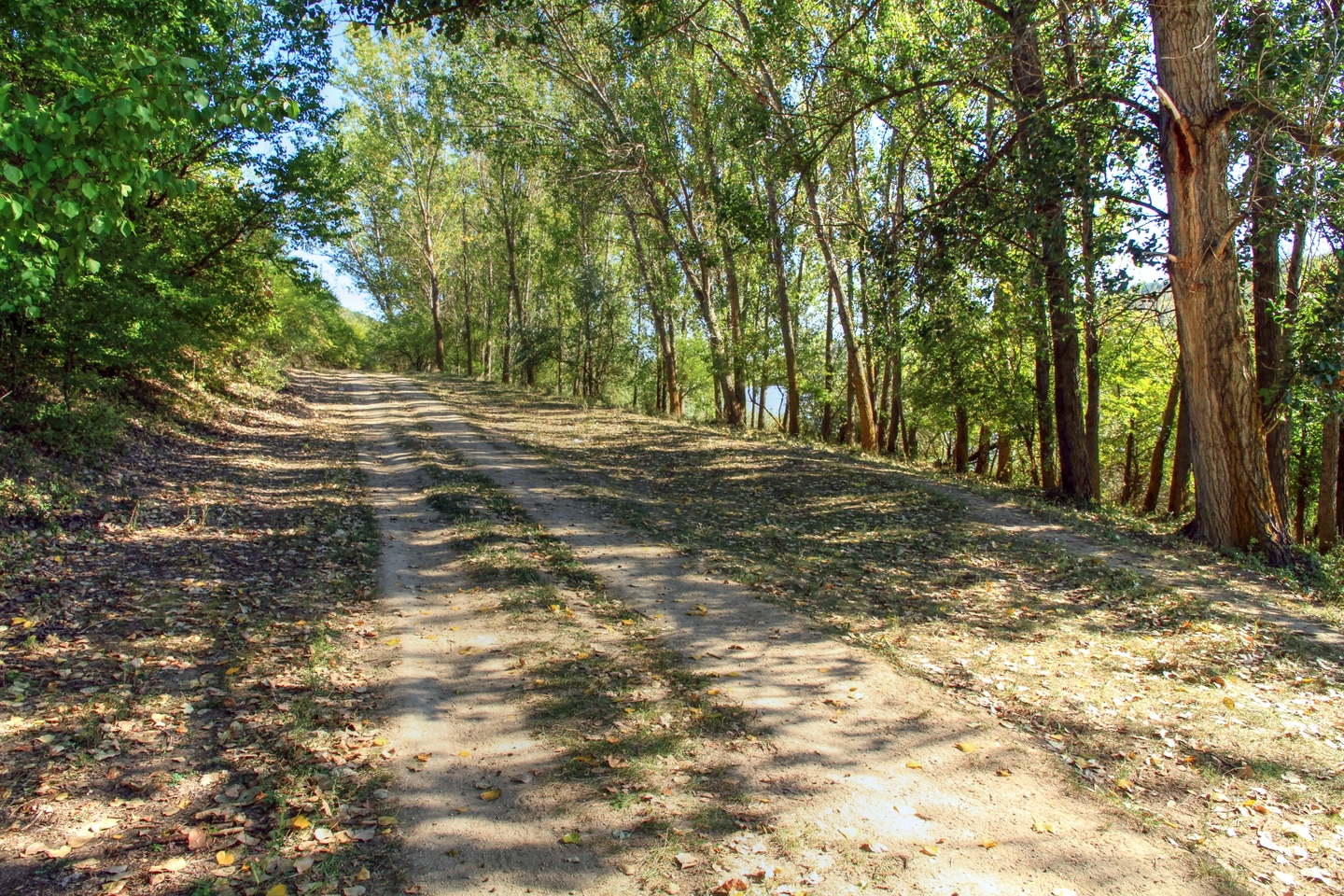
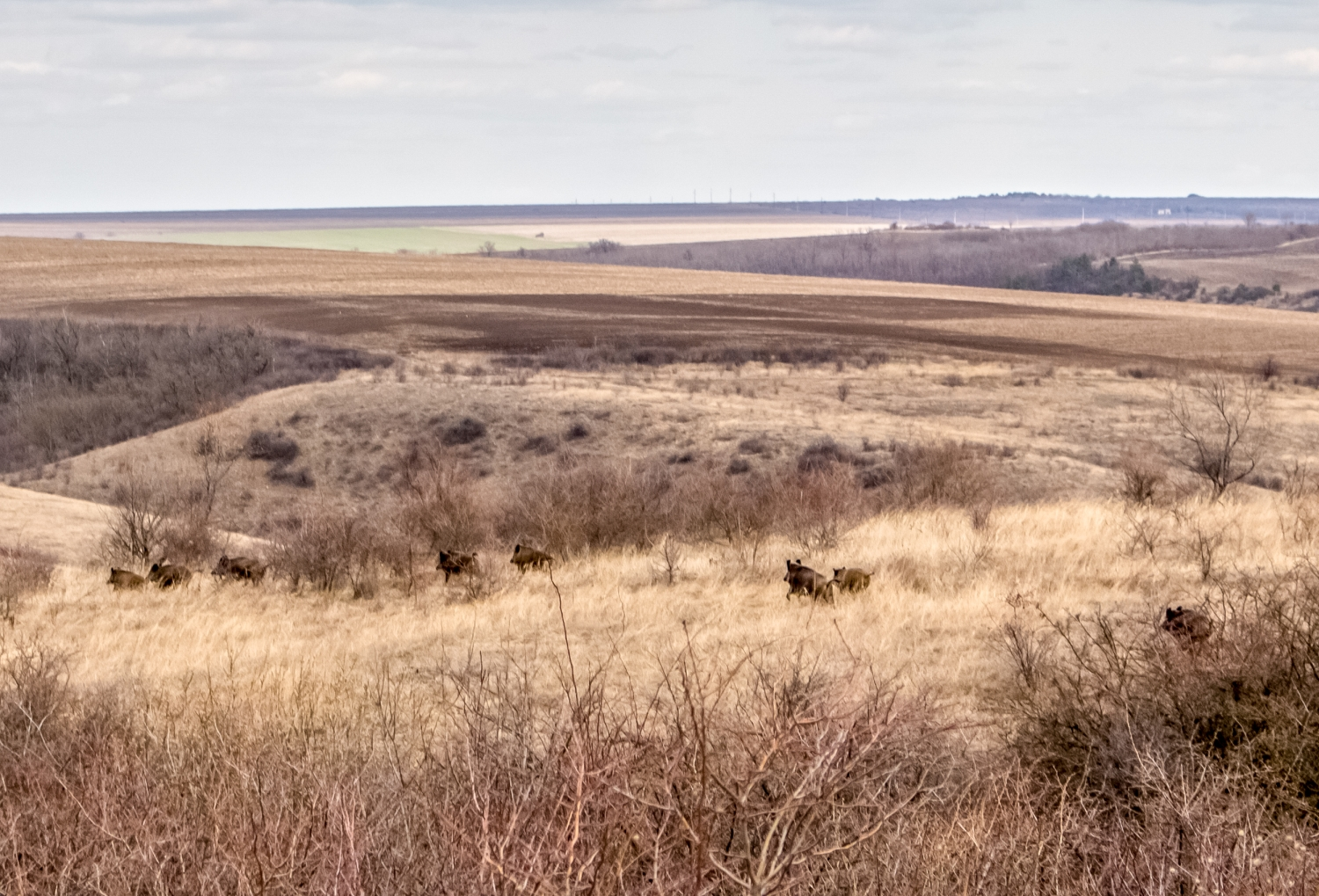
Mistreți în rezervație
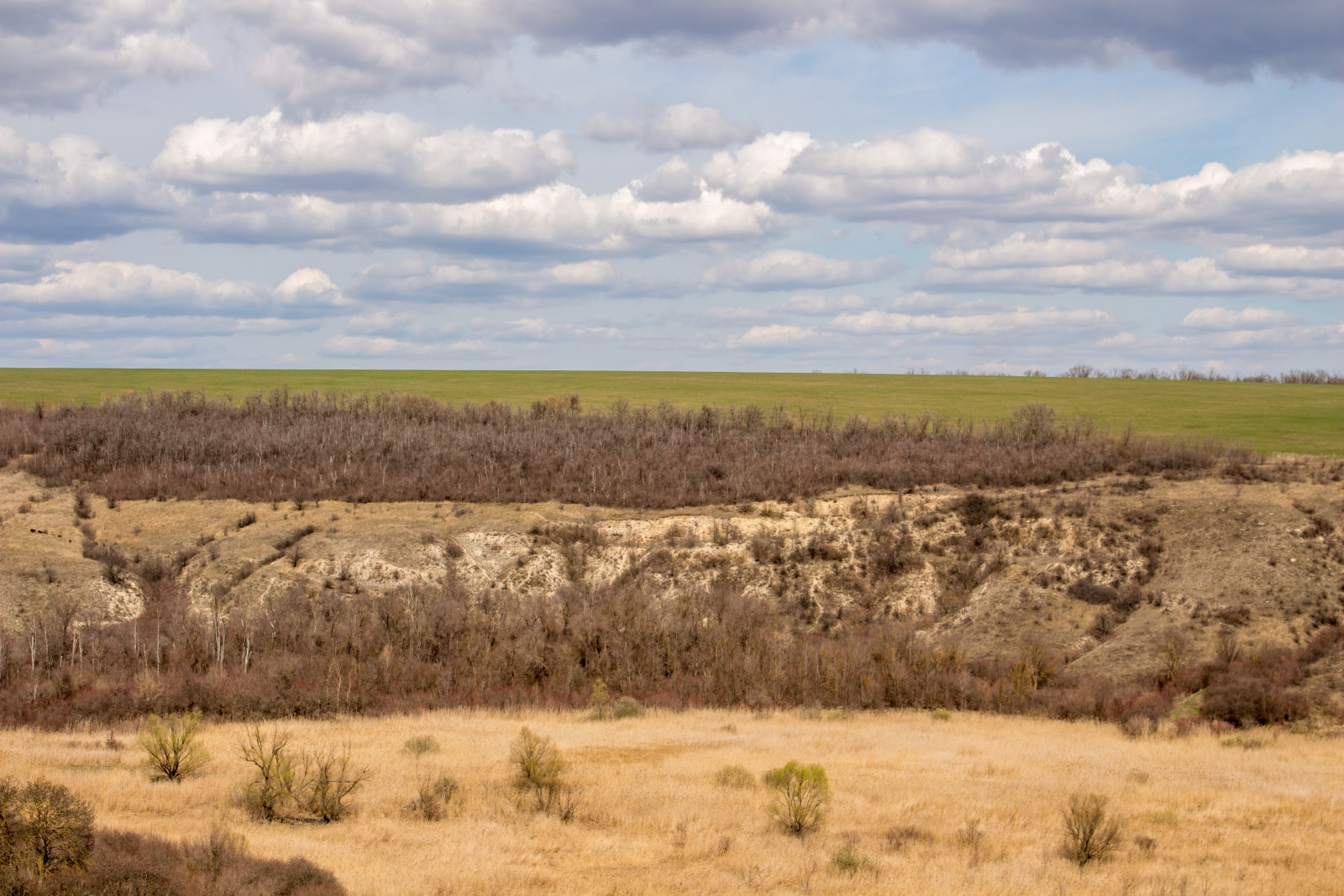